# Комарно (Словаччина)
Комарно (словац. Komárno, угор. Komárom, серб. Коморан, лат. Camarum, Comaromium) — місто, громада, адмінцентр округу Комарно, Нітранський край, Словаччина.
Історично місто складалось з двох частин: по лівому та правому берегах Дунаю. Після розпаду Австро-Угорщини більша частина міста на лівому березі увійшла до складу Чехословаччини, інша ж частина увійшла до складу Угорщини, отримавши назву Комаром.
У 2004 році в місті був заснований приватний Університет імені Яноша Шеє — єдиний університет у Словаччині з угорською мовою викладання.

## Географія
Розташоване на річках Дунай та Ваг і Стара Нітра; Врбовському каналі; Ландорському каналі і каналі Коларово-Каменічна.

## Історія
Місто, що лежить на місці впадіння Вагу до Дунаю, належить до найстарших населених пунктів Словаччини, з безперервною історією заселення. Брід через могутню ріку дозволяв рух купців, чиє існування стало основою добробуту місцевих мешканців. Заселення околиць нинішнього міста належить до старшого бронзового віку (прибл. 2000 р. до РХ), але помітні сліди залишили кельти, а після них і римляни. Дунаєм проходив Limes Romanus — зовнішній кордон Римської імперії та провінції Паннонія, котрий обороняли укріплені табори з римської, але інколи і з протилежної (спочатку кельтської, а потім і ґерманської) сторони. З цього періоду походить і римський військовий табір в Іжі (Celemantia), що виконував роль аванпосту та оберігав кордони в околицях броду.
Після падіння імперії, у часи великого переселення народів та приходу перших слов'ян, цю територію заселили авари, що панували на середньому Дунаї між 568 та 791 роками. Їхнє перебування нам підтверджують 8 багатих поховань, а в 811 р. згадується напад слов'ян на аварів, що жили поблизу Комарна. Після розпаду аварської держави в реґіоні запанували слов'яни, котрі ще за часів аварського панування переважно на північ від Дунаю створили племінні осередки, що з них на початку ІХ ст. утворилося Нитрянське князівство. Південна Словаччина аж до Братислави утворювала ядро князівства, що у 833 р. стало частиною Великої Моравії, чия територія охопила значну частину центральної Європи. Брід через Дунай біля Комарна, де виникло укріплене містечко, використовували і військові, і купці — так виник важливий транзитний коридор імперії. Вважають, що саме сюди на територію нинішньої Словаччини прибула місія св. Кирила і Мефодія в 863 р.
Наприкінці 9 століття на територію Тисо-Дунайської низовини прийшли угорські племена, котрі поступово перейняли владу. Поступова загибель Великої Моравії означала поновлення впливу Нитряського князівства, котре, зберігаючи часткову автономію як частина Угорщини, проіснувало до 1108 року. Комарно в той час був центром Комарнянського комітату, і саме до цих часів відносять появу замку з прилеглим поселенням Camarum (1075 р.). Перші міські привілеї були місту Комарно надав 1 квітня 1265 року Бела IV, що стимулювало розвиток міста. У замку Комарно Матвій Корвін звів ренесансний палац, король використовував стратегічне розташування міста для побудови флоту. Ще один поштовх для розвитку міста дала турецька навала, яка зробила місто прикордонною фортецею імперії. Необхідність зупинити наступ турків і захистити територію та жителів призвела до побудови військової фортеці, котра стала основою системи оборони міста.
З вигнанням противника розпочалося відновлення зруйнованої війною країни, і Комарно, завдяки розташуванню на перехресті водних і сухопутних доріг та успішної торгівлі, швидко став одним з найважливіших міст Угорщини. Його статус підтвердила 16 березня 1745 року Марія Терезія, яка надала Комарну титул та права вільного королівського міста. У місті було збудовано кілька палаців, монастирів та церков, а перспективну будівельну діяльність припинив лише сильний землетрус 28 червня 1763 р., а через два десятиліття — 22 квітня 1783 року — це один. Попри великі збитки, місто зберігало свої позиції як важливий центр. У революційні 1848—1849 роки в Комарні як в останньому бастіоні угорської революції сталася велика пожежа, що знищила фортецю та значну частину міста. Відновлення проходило повільно, а відремонтована фортеця стала важливою військовою базою австро-угорської армії.
Після довгих років занепаду новий розвиток розпочався наприкінці XIX століття, коли в місті, що приєдналося до мережі залізниць і доріг, були збудовані мости через Дунай та Ваг. Також почали будуватися промислові підприємства, а приєднання поселення Újszőny (у 1896 р.) додало місту територію для розвитку на правому березі Дунаю. Після розпаду Австро-Угорщини та створення Чехословацької Республіки на Дунаї було створено кордон, що розділив жупу та місто на дві частини. Комарно стає районним центром, створюються нові офіси та установи, а включення до Чехословаччини поступово змінює етнічний склад міста. Зменшується частка населення угорської національності, для котрої місто на Дунаї стало культурним центром у Словаччини. Після Віденського арбітражу Комарно було приєднане до Угорщини і одночасно стало адміністративним центром нового графства. Після визволення 30 березня 1945 р. кордони повернулися до довоєнного стану, і Комарно знову стало прикордонним містом Чехословаччини.
Місто, яке неодноразово бомбили під час війни, потребувало капітального оновлення доріг, мостів, будівель та підприємств. Погану ситуацію погіршили заходи, засновані на висновках Потсдамської конференції переможних держав проти більшості угорського населення, що до 1948 року для багатьох означало переселення до Чехії чи Угорщини як частину взаємного обміну населення. Значне пожвавлення галузі відбулося із будівництвом корабельні, що принесло роботу сотням людей і водночас заохотило будівництво нових квартир у місті. Повінь у червні 1965 р., що знищила великі райони на півдні Словаччини, а також вразила Комарно не менш руйнівною силою, дала поштовх для реконструкції міста. Часто навіть необачні будівельні втручання руйнували велику частину пам'яток, і сьогодні лише маленька серцевина міста, де розташована більшість збережених культурно-історичних пам'яток, залишається недоторканою.

## Населення
| Рік:            | 1994.  | 2004.   | 2014.   | 2024.   |
| --------------- | ------ | ------- | ------- | ------- |
| Кількість осіб: | 37 941 | 36 731  | 34 461  | 31 880  |
| Різниця:        |        | -3,18 % | -6,18 % | -7,48 % |

| Рік:            | 2023.  | 2024.   |
| --------------- | ------ | ------- |
| Кількість осіб: | 32 114 | 31 880  |
| Різниця:        |        | -0,72 % |

### Етнічний склад населення
В 2011 р. з 34 349 мешканців було 18 506 угорців (53,8 %), 11 509 словаків (33,5 %), 232 чехів (0,6 %), 141 циган (0,4 %), 21 німців (0,06 %), 19 українців (0,05 %) і 7 русинів (0,02 %).

## Уродженці
У Комарні народився видатний угорський композитор Франц (Ференц) Легар (1870—1948), автор низки визначних оперет («Весела вдова», «Граф Люксембурґ» тощо), симфонічних і хорових творів, а також романсів.